# Dorna Sports
Dorna Sports, S.L. és l'empresa titular dels drets comercials dels principals campionats internacionals de motociclisme de velocitat.
Fundada pel Banesto amb el nom de Dorna promoción del deporte el 1988 com a empresa internacional de gestió i màrqueting esportiu, té la seu a Madrid i oficines i/o filials a Barcelona, Amsterdam, Londres i Roma. Dorna es va vendre a CVC Madrid el 1998, ja que la gestió de l'empresa es desenvolupava a nivell internacional, i va passar a denominar-se Dorna Sports. El Grup de capital d'inversió Bridgepoint n'és l'accionista majoritari des del 2006. L'1 d'abril de 2024 es va anunciar oficialment que Liberty Media tenia previst fer-se càrrec del 86% de Dorna, valorant la compra en 4.200 milions d'euros. Es preveia que la compra es completaria el 31 de desembre de 2024.

## Drets adquirits
Des del 1992, Dorna és el titular exclusiu de tots els drets comercials i televisius relacionats amb el Campionat del Món de Motociclisme i des del 2013 del Campionat del Món de Superbike. L'empresa també participa en la gestió i comercialització d'altres dominis d'esports de motor, entre els quals destaquen el Campionat d'Espanya de Velocitat (CEV), el Campionat britànic de Superbike (BSB) i els campionats del món de trial (Indoor i Outdoor).

### MotoGP
Dorna es va adonar, amb el suport dels fabricants, que calia un canvi en l'esport del motociclisme de velocitat. Els costos de desenvolupament de motors especialitzats de dos temps, que creaven productes finals no comercials, no eren sostenibles. Per tant, arran dels seus esforços per a aconseguir el canvi de les curses de 500cc a les de MotoGP, amb motors de quatre temps, Dorna va obtenir els drets d'organització del campionat del món de la FIM, l'únic organisme rector mundial d'aquest esport amb autoritat per a organitzar-ne campionats del món.

## Propietat

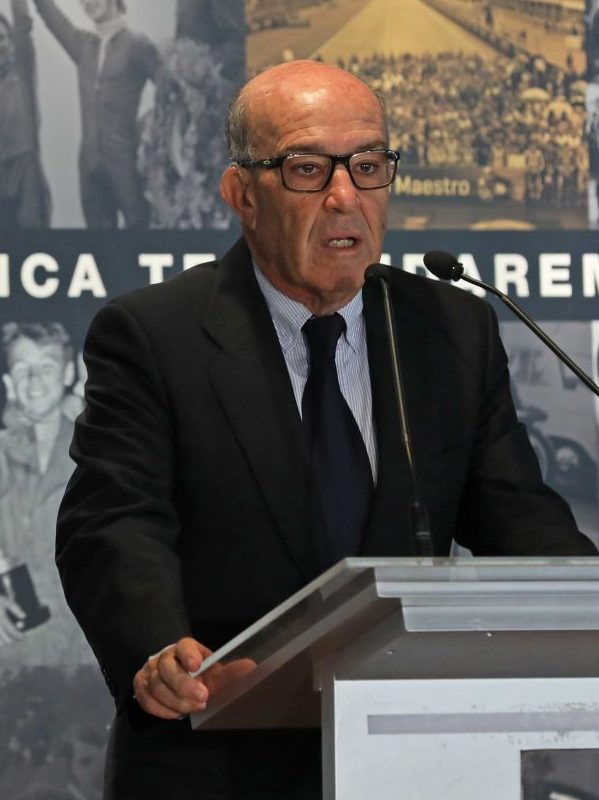
Carmelo Ezpeleta, director general de Dorna Sports (2017)

La inicial "Dorna promoción del deporte" va ser venuda a CVC Madrid el 1998 a mesura que la seva gestió es desenvolupava a nivell internacional i va passar a anomenar-se Dorna Sports. La compra va ser supervisada de prop pel director del fons d'inversió nord-americà Hardy McLain i va costar 80 milions de dòlars aproximadament, la meitat dels quals eren per a pagar el deute de Dorna. McLain, un dels fundadors de CVC i abans executiu de Citibank (del qual es va escindir CVC el 1981), va estar present en diversos Grans Premis de motociclisme el 1998, però, atesa la capacitat del director general de Dorna, Carmelo Ezpeleta, delegà en ell la direcció esportiva de l'empresa, així com la direcció executiva de la central espanyola de Dorna.

### Venda a la direcció
El novembre de 2005, CVC Capital Partners va anunciar que havia d'adquirir el 25% i el 48% de les accions de Bambino i Bayerische Landesbank al titular dels drets comercials de Fórmula 1 SLEC i en va adquirir les accions de JPMorgan Chase el desembre de 2005. Aquest acord va rebre l'aprovació de la Comissió Europea el 21 de març de 2006, subjecte a la venda de Dorna Sports.
En desinvertir Dorna, la Comissió va concloure que la transacció de Fórmula 1 de CVC no causaria problemes de competència. La Comissària Europea de la Competència, Neelie Kroes, va declarar: «Quan els dos esdeveniments esportius de motor més populars a la UE, la Fórmula 1 i MotoGP, cauen en mans d'un mateix propietari hi ha el risc d'augmentar els preus dels drets de televisió d'aquests esdeveniments i una reducció de les possibilitats d'elecció del consumidor. Estic satisfeta que els compromisos assumits per CVC eliminin aquest risc». La participació final del 71% que CVC tenia a Dorna va ser venuda per 400 milions de lliures a la direcció de Dorna Sports el 28 de març.
A l'octubre del 2023, fonts de tercers informaven que el web de notícies espanyol
El Confidencial havia suggerit que Dorna Sports podria estar disponible per a la venda al preu de 2.000 milions d'euros. L'1 d'abril del 2024, Liberty Media va anunciar que havia acordat amb Dorna l'adquisició del 86% de la companyia per 4.200 milions d'euros, mentre que el 14% restant el retenia l'equip directiu de Dorna. Es preveia que aquest acord es tancaria a finals de 2024 i estava subjecte a l'aprovació reguladora.

### Pràctiques qüestionables
El 2005, amb el creixement d'Internet, Dorna va encetar la controvertida pràctica de cobrar per credencials de premsa per a publicacions en línia. La "quota" variava entre 100 i 1.000 euros.